# Balduin Schwarz
Balduin Schwarz (* 23. März 1902 in Hannover; † 25. November 1993 in Ainring) war ein katholischer deutscher Philosoph.

## Leben
Schwarz war ein Sohn des Chemikers Carl Schwarz und der Elisabeth Schilling. Als Jugendlicher war er Mitglied in der katholischen Jugendorganisation Bund Neudeutschland, als Student im K.St.V. Rheno-Bavaria München im KV. Nach dem Abitur 1920 studierte er Philosophie in Heidelberg, Köln und München und promovierte 1927 an der Universität München bei Dietrich von Hildebrand mit einer phänomenologischen Studie über das Weinen. Im Jahr 1931 heiratete er die Jüdin Helene Katzenstein (Leni), welche 1929 unter Hildebrands Einfluss zur katholischen Religion konvertiert war. Sie hatten den Sohn Stephen Dietrich Schwarz, emeritierter Professor für Philosophie an der University of Rhode Island.
Ab April 1931 war er Privatdozent für scholastische Philosophie an der Münsteraner Universität, wo er bei Peter Wust habilitiert worden war. Nach der Machtübergabe an die Nationalsozialisten ließ Schwarz sich beurlauben und emigrierte mit seiner Familie im November 1933 in die Schweiz. Damit kam er dem späteren Entzug der Lehrbefugnis wegen seiner "nichtarischen" Ehefrau durch "freiwilligen" Verzicht zuvor. Von 1934 bis 1938 war er an der Universität Fribourg tätig. 1934/1935 hatte er außerdem eine Gastprofessur an der Universität Innsbruck. Unter dem Pseudonym „Johannes Ilen“ schrieb er Zeitschriftenbeiträge, in denen er sich gegen den Nationalsozialismus in Deutschland wandte, den Austrofaschismus als christlichen Ständestaat dagegen verteidigte. Nach Ablauf seiner Aufenthaltsberechtigung in der Schweiz musste er 1938 nach Frankreich emigrieren, wo er als Lehrer in Limoges arbeitete. Im selben Jahr wurde ihm und seiner Familie die deutsche Staatsbürgerschaft entzogen, 1939 wurde ihm von der Münchener Universität der Doktortitel aberkannt und dieses im Reichsanzeiger bekannt gegeben. Bei Ausbruch des Zweiten Weltkriegs war er in Frankreich kurze Zeit interniert, diente dann aber von Dezember 1939 bis Juli 1940 in der französischen Armee. Nach der französischen Kapitulation 1940 versteckte ihn Edmond Michelet  und mit Hilfe der Rockefeller Foundation gelang ihm im Frühjahr 1941 die Flucht in die USA. Dort fand er Beschäftigung an verschiedenen Colleges und seit 1950 lehrte Schwarz Philosophie an der Graduate School der Fordham University in New York City. 1964 erhielt er einen Ruf als Professor für Philosophie an die Universität Salzburg.
Schwarz gilt bei seinen Schülern als „wahrer Sohn der heiligen Kirche“ (Hildebrand) und wurde 1972 Vorsitzender einer neugegründeten katholischen Laienorganisation „Pro Fide et Ecclesia“.
Die Universität Münster billigte Schwarz 1958 im Rahmen eines Wiedergutmachungsverfahrens die Rechtsstellung eines emeritierten Professors zu. Die Universität München befand 1966 in einem internen Akt, dass die Aberkennung der Promotion 1939 rechtsfehlerhaft war, nachdem Schwarz von der Aberkennung persönlich nicht in Kenntnis gesetzt wurde. Im Jahr 2010 erklärte die Universität Münster, „dass die in den Jahren 1933 bis 1945 aus „rassischen“ und politischen Gründen erfolgten Entlassungen von folgenden Mitgliedern und Angehörigen der Universität nichtig sind“, darunter war auch Balduin Schwarz aufgeführt.
Sein jüngerer Bruder Reinhard Schwarz-Schilling war ein deutscher Komponist. Der CDU-Politiker Christian Schwarz-Schilling war sein Neffe.

## Schriften (Auswahl)
siehe das Schriftenverzeichnis bei iap (Memento vom 22. Februar 2006 im Internet Archive)
- Untersuchungen zur Psychologie des Weinens. Dissertation München 1928. Nachdruck: Lepanto Verlag, Rückersdorf 2014.
- Der Irrtum in der Philosophie. Untersuchungen über das Wesen, die Formen und die psychologische Genese des Irrtums im Bereiche der Philosophie, mit einem Ueberblick über die Geschichte der Irrtumsproblematik in der abendländischen Philosophie. Aschendorff, Münster 1934.
- Ewige Philosophie, Gesetz und Freiheit in der Geistesgeschichte. Leipzig 1937.
- Über das innere Prinzip der Periodisierung der Philosophiegeschichte. Pustet, Salzburg 1966.
- Wahrheit, Irrtum und Verirrungen. Die sechs großen Krisen und sieben Ausfahrten der abendländischen Philosophie. Gesammelte Aufsätze. Winter, Heidelberg 1996.

## Festschriften
- Dietrich von Hildebrand (Hrsg.): Rehabilitierung der Philosophie: Festgabe für Balduin Schwarz zum 70. Geburtstag. Habbel, Regensburg 1974.
- Josef Seifert, Fritz Wenisch, Edgar Morscher (Hrsg.): Vom Wahren und Guten: Festschrift für Balduin Schwarz zum 80. Geburtstag. Einleitung von Otto Neumaier. Verlag St. Peter, Salzburg 1982.
- Stephen Schwarz, Fritz Wenisch (Hrsg.): Values and human experience : essays in honor of the memory of Balduin Schwarz. Peter Lang, New York 1999.